# Rathaus (Donnersdorf)

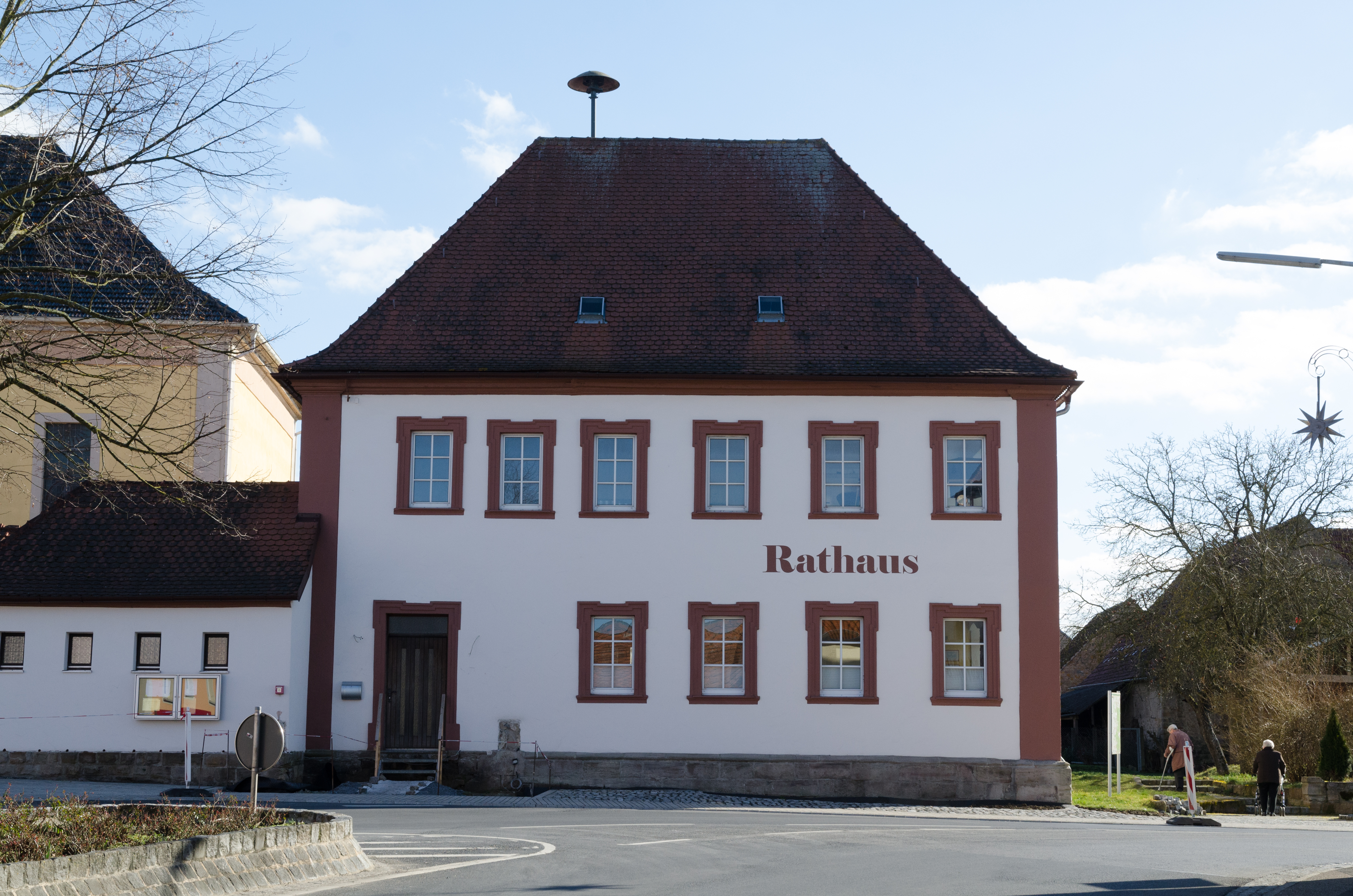
Rathaus in Donnersdorf

Das Rathaus in Donnersdorf, einer Gemeinde im unterfränkischen Landkreis Schweinfurt in Bayern, wurde im 18. Jahrhundert errichtet. Das Rathaus an der Kirchstraße 1 ist ein geschütztes Baudenkmal. 
Der zweigeschossige traufständige Walmdachbau hat geohrte Tür- und Fensterrahmungen aus Buntsandstein. 
In neuerer Zeit wurde seitlich ein eingeschossiger Saal angebaut.